# Donald Adamson
Donald Adamson (ur. 30 marca 1939 w Culcheth, Lancashire, zm. 18 stycznia 2024 w Polperro, Cornwall) – brytyjski historyk, biograf, krytyk literacki i tłumacz literatury francuskiej.
Jest autorem m.in. publikacji Blaise Pascal: Mathematician, Physicist and Thinker about God.

## Życiorys
W 1971 Adamson roku uzyskał stopień doktora filozofii w Magdalen College na Uniwersytecie Oksfordzkim.
Spędził większą część swojej kariery wykładając na uniwersytetach, chociaż w latach 1962-1964 nauczał w swojej macierzystej szkole, Manchester Grammar School oraz, w latach 1964-1965 w Lycée Louis-le-Grand. W latach 1983–1986 przewodniczył Komisji Egzaminacyjnej na Uniwersytecie Londyńskim.
W 1989 Adamson został członkiem wizytującym Wolfson College w Cambridge.
W 1986 został odznaczony tytułem kawalera francuskiego Orderu Palm akademickich, w 1998 kawalera brytyjskiego Orderu świętego Jana z Jerozolimy, w 2013 krzyżem maltańskiego Orderu pro Merito Melitensi i w 2022 oficera francuskiego Orderu Francuskiego Sztuki i Literatury. 
Adamson jest członkiem brytyjskiego Królewskiego Towarzystwa Literackiego (Royal Society of Literature), Królewskiego Towarzystwa Historycznego (Royal Historical Society), Towarzystwa Antykwariuszy Londyńskich (Society of Antiquaries of London) i brytyjski Instytut Lingwistów (Chartered Institute of Linguists).